# Lakewood (Wisconsin)
Lakewood – miasto w Stanach Zjednoczonych, w stanie Wisconsin, w hrabstwie Oconto.